# Troglohyphantes cantabricus
Troglohyphantes cantabricus är en spindelart som först beskrevs av Simon 1911.  Troglohyphantes cantabricus ingår i släktet Troglohyphantes och familjen täckvävarspindlar.
Artens utbredningsområde är Spanien. Inga underarter finns listade i Catalogue of Life.